# Ropsha
Ropsha (en ruso, Ропша) es un asentamiento y una región suburbana en la óblast de Leningrado (Rusia), situado alrededor de 20 kilómetros al sur de Peterhof y 49 km al suroeste del centro de San Petersburgo, sobre una elevación de 80 m s. n. m. El conjunto de palacio y parque de la aldea de Ropsha forma parte, con el código 540-009 , del lugar Patrimonio de la Humanidad llamado «Centro histórico de San Petersburgo y conjuntos monumentales anexos».

## Historia
El asentamiento fue mencionado por vez primera en los documentos de la República de Nóvgorod del siglo XV, cuando su nombre se escribía «Jrapsha». Pasó a Suecia después del tratado de Stolbovo pero fue capturada de nuevo por Pedro el Grande durante la Gran Guerra del Norte. Al oír hablar de las propiedades curativas de los manantiales de agua mineral de Ropsha, el zar planeó hacer de ella su retiro veraniego; se construyeron allí un palacio de madera y una pequeña iglesia. Posteriormente, cuando descubrió una ubicación más favorable, Strelna, logró un sistema de tuberías que llevara agua desde las colinas de Ropsha hasta las cascadas en forma de fuentes proyectadas en Peterhof, y así abandonó sus planes precedentes para Ropsha y la regaló a su asociado mayor, el príncipe Fiódor Romodánovski, o el «César-Papa» como solía llamarle.
Después de la boda celebrada en 1722 entre la hija de Romodánovski y Mijaíl Golovkin, hijo del canciller Gavril Golovkin, se remodeló el palacio de Ropsha y expandió bajo la supervisión de un amigo de Golovkin, el arquitector Piotr Yeropkin.
Relacionado con la conspiración Lopujiná, los Golovkín cayeron en desgracia y sus posesiones fueron confiscadas por la emperatriz Isabel, quien pidió a un arquitecto de la corte, Francesco Bartolomeo Rastrelli, que preparara planes para un nuevo palacio en Ropsha. Como Rastrelli estaba ocupado con otros proyectos, sus diseños para Ropsha nunca se ejecutaron. A finales de su reinado, la emperatriz Isabel dio la finca a su sobrino y heredero, el futuro Pedro III de Rusia. Allí fue custodiado después del golpe de Estado de 1762 y fue allí donde resultó asesinado en circunstancias nunca aclaradas.
Más tarde, ese mismo año, Catalina la Grande decidió que «Ropsha no volviera a mencionarse» y regaló este lugar de mala fama a su amante, el conde Orlov. Este pronto cedió el palacio al almirante Iván Chernyshov, que lo vendió por 12.000 rublos a Iván Lázarev, un joyero armenio. Parece que era un testaferro del heredero Pablo, que se hizo cargo del palacio tras la muerte de Catalina. Durante el reinado de Pablo, el palacio de Ropsha fue reconstruido en estilo neoclásico según diseño de Georg von Veldten. El jardinero inglés Thomas Gray planificó un jardín inglés con un mosaico de estanques llenos de peces.
Los zares raramente visitaron el lugar. Cuando Dumas visitó la finca en 1858, el palacio pertenecía a la emperatriz Alejandra Fiódorovna. En las décadas posteriores, rara vez estuvo habitado, aunque la gran duquesa Xenia, hermana del último zar, escogió pasar allí su noche de bodas. Nicolás II hizo del palacio de Ropsha y sus parques uno de sus lugares favoritos para cazar y pescar. Durante la Guerra civil rusa hubo algunos combates allí, tomándolo el General Yudénich por dos veces a los bolcheviques.
Durante el sitio de Leningrado, Ropsha fue ocupado por las tropas alemanas. Ropsha era una colina estratégica en la que se colocó artillería que permitió bombardear Leningrado durante dos años. En ese tiempo, los nazis robaron y vandalizaron la finca imperial; una unidad especial saqueó el palacio y trasladó su valiosa colección de arte a la Alemania NS. Luego el palacio fue destruido por los alemanes usando explosivos. El 19 de enero de 1944, Ropsha fue liberado como parte de la principal operación militar que puso fin al sitio de Leningrado.
El palacio quedó en ruinas y sin reparar después de la Segunda Guerra Mundial. Aún se encuentra en un estado semi-ruinoso. Reconstruirlo es una tarea difícil debido a los severos daños y pérdidas que requieren una costosa reconstrucción y también debido a los riesgos relacionados con las minas terrestres y otros explosivos que pudieron quedar tras el sitio de Leningrado. Un proyecto para reconstruir el parque imperial ha sido desarrollado por un grupo de empresas europeas. Según el plan, en 2009 el palacio de Ropsha, reconstruido, se inauguraría como un hotel de cinco estrellas. 50 villas privadas están construyéndose en el parque. Un centro de congresos internacionales se está desarrollando en el lugar. La zona adyacente se espera que sea un centro de ocio, con un casino, un supermercado y restaurantes.